# Championnats du monde de gymnastique rythmique 2025
Navigation
2023 2027
Les Championnats du monde de gymnastique rythmique 2025, quarante-et-unième édition des Championnats du monde de gymnastique rythmique, ont lieu du 20 au 24 août 2025 à Rio de Janeiro.

## Participants
Chaque fédération nationale peut inscrire de une à trois gymnastes individuelles et un groupe de cinq gymnastes (avec un sixième gymnaste de réserve facultatif), en fonction des résultats des championnats continentaux de cette année.
Pour inscrire deux ou trois gymnastes individuelles, une nation doit se classer parmi les douze premiers en Europe, les quatre premiers en Asie et en Amérique, et à la première place en Afrique et en Océanie. 

## Podium
| Épreuve                                         | Or | Argent | Bronze |
| ----------------------------------------------- | -- | ------ | ------ |
| Compétition par équipe                          |    |        |        |
| Concours général par équipe résultats détaillés |    |        |        |
| Finales individuelles                           |    |        |        |
| Concours général individuel résultats détaillés |    |        |        |
| Cerceau résultats détaillés                     |    |        |        |
| Ballon résultats détaillés                      |    |        |        |
| Massues résultats détaillés                     |    |        |        |
| Ruban résultats détaillés                       |    |        |        |
| Finales de groupes                              |    |        |        |
| Concours général en groupe résultats détaillés  |    |        |        |
| 5 cerceaux résultats détaillés                  |    |        |        |
| 3 rubans + 2 ballons résultats détaillés        |    |        |        |

## Résultats

### Par équipes
| Médaille d'or      |
| Médaille d'argent  |
| Médaille de bronze |
| 4                  |
| 5                  |
| 6                  |
| 7                  |
| 8                  |

### Individuel

#### Qualifications
Les 18 premières sont qualifiées pour la finale du concours complet. Les huit mieux classées à chaque appareil sont qualifiées pour les finales par appareil correspondantes.
| 1 |
| 2 |
| 3 |
| 4 |
| 5 |
| 6 |
| 7 |
| 8 |

#### Concours général individuel
| Médaille d'or      |
| Médaille d'argent  |
| Médaille de bronze |
| 4                  |
| 5                  |
| 6                  |
| 7                  |
| 8                  |

#### Cerceau
| Médaille d'or      |
| Médaille d'argent  |
| Médaille de bronze |
| 4                  |
| 5                  |
| 6                  |
| 7                  |
| 8                  |

#### Ballon
| Médaille d'or      |
| Médaille d'argent  |
| Médaille de bronze |
| 4                  |
| 5                  |
| 6                  |
| 7                  |
| 8                  |

#### Massues
| Médaille d'or      |
| Médaille d'argent  |
| Médaille de bronze |
| 4                  |
| 5                  |
| 6                  |
| 7                  |
| 8                  |

#### Ruban
| Médaille d'or      |
| Médaille d'argent  |
| Médaille de bronze |
| 4                  |
| 5                  |
| 6                  |
| 7                  |
| 8                  |

### En groupe

#### Concours général (groupe)
Les 8 premiers aux appareils sont qualifiés pour la finale par appareil.
| Médaille d'or      |
| Médaille d'argent  |
| Médaille de bronze |
| 4                  |
| 5                  |
| 6                  |
| 7                  |
| 8                  |

#### 5 cerceaux
| Médaille d'or      |
| Médaille d'argent  |
| Médaille de bronze |
| 4                  |
| 5                  |
| 6                  |
| 7                  |
| 8                  |

#### 3 rubans, 2 ballons
| Médaille d'or      |
| Médaille d'argent  |
| Médaille de bronze |
| 4                  |
| 5                  |
| 6                  |
| 7                  |
| 8                  |

## Tableau des médailles
- Pays organisateur

| Rang  | Nation | Or | Argent | Bronze | Total |
| ----- | ------ | -- | ------ | ------ | ----- |
| Total | Total  | -  | -      | -      | -     |